# Liolaemus austromendocinus
Liolaemus austromendocinus este o specie de șopârle din genul Liolaemus, familia Tropiduridae, descrisă de Cei 1974. A fost clasificată de IUCN ca specie cu risc scăzut. Conform Catalogue of Life specia Liolaemus austromendocinus nu are subspecii cunoscute.